# Hermann Neufert
Hermann Neufert (* 6. Juli 1858 in Altstadt bei Lüben, Provinz Schlesien, Preußen; † 1935 in Berlin), geboren als Karl Julius Hermann Neufert, war ein deutscher Lehrer und Stadtschulrat mit Hauptwirkungsstätten in Breslau und Charlottenburg. Er war der Mitbegründer der weltweit ersten Freiluftschule und Großonkel des Architekten Ernst Neufert.

## Schule und Studium
Neufert besuchte das Pädagogium in Lähn und das Königliche Evangelische Gymnasium in Groß-Glogau. Im Jahr 1877 erwarb er das Reifezeugnis. An der Schlesischen Friedrich-Wilhelms-Universität zu Breslau studierte er Geschichte, Geographie und Germanistik. Im März 1883 promovierte er in Geschichte zum Thema Die schlesischen Erwerbungen des Markgrafen Georg von Brandenburg und bestand im Mai 1884 das examen pro facultate docendi.

## Berufliche Entwicklung
Sein pädagogisches Probejahr absolvierte er zwischen Ostern 1884 und Ostern 1885 teils am Maria-Magdalenen-, teils am Johannes-Gymnasium zu Breslau. Am Johannes-Gymnasium war er danach sechs Jahre lang als ordentlicher Lehrer tätig. Ostern 1891 wurde er an die erst 1889 eröffnete Städtische Höhere Bürgerschule zu Charlottenburg berufen, wo er acht Jahre lang unterrichtete.
Nach vierzehn Jahren im aktiven Schuldienst schied er per 1. April 1899 aus und wurde zum Stadtschulrat in Charlottenburg ernannt.
Gemeinsam mit dem Kinderarzt Bernhard Bendix gründete er im Jahr 1904 die weltweit erste Freiluftschule (siehe auch: Waldschule), die Waldschule für kränkliche Kinder am Rande des Grunewaldes im Westend der Stadt Charlottenburg.
Ab 1924 trug er den vom Magistrat von Berlin verliehenen Ehrentitel Stadtältester von Berlin.

## Werke (Auswahl)
- Die schlesischen Erwerbungen des Markgrafen Georg von Brandenburg, Inaugural-Diss. Schlesische Friedrich-Wilhelms-Universität zu Breslau, 1883
- Der Weg der Nibelungen. In: Höhere Bürgerschule Charlottenburg – Programm 1892.
- Charlottenburger Waldschule. In: Jahrbuch für Volks- und Jugendspiele. 14 (1905). S. 72.
- mit Bernhard Bendix: Die Charlottenburger Waldschule im ersten Jahr ihres Bestehens. Urban & Schwartzenberg, Berlin 1906.

## Ehrung
In Berlin-Charlottenburg wurde die ehemalige Magazinstraße zwischen der Schloßstraße und dem Klausenerplatz am 30. März 1950 in Neufertstraße umbenannt.